# Slaget ved Jonesborough
Slaget ved Jonesborough (moderne navn Jonesboro) blev udkæmpet den 31. august – 1. september 1864 under Atlanta-kampagnen i den amerikanske borgerkrig. Det var det endelige slag, som fik den belejrede by Atlanta til at falde i Unionens hænder. 
Ved adskillige foregående raids havde Unionens general William T. Sherman afskåret konføderationens forsyningslinjer ved at udsendte mindre styrker, men de konfødererede havde hurtigt repareret skaderne. I slutningen af august stod det klart for Sherman at hvis han kunne afskære Hoods forsyningslinje – jernbanerne Macon & Western og Atlanta & West Point – ville de konfødererede være nødt til at forlade byen. Han besluttede derfor at indsætte seks af sine syv korps mod disse forsyningslinjer. Hæren indledte operationen ved at trække sig tilbage fra sine stillinger den 25. august for at ramme jernbanen på strækningen mellem Rough and Ready og Jonesboro. 
For at parere bevægelsen sendte Hood generalløjtnant William J. Hardee af sted med to korps for at stoppe og muligvis slå Unionstropperne på flugt. Han havde ikke opdaget at det var næsten hele Unionshæren, som han havde foran sig. Den 31. august angreb Hardee to Unionskorps veest for Jonesborough, men blev let slået tilbage. Af frygt for et angreb på Atlanta trak Hood det ene korps tilbage fra Hardee den nat. Næste dag brød et Unionskorps igennem Hardees styrke, som faldt tilbage til Lovejoy’s Station, og i den følgende nat evakuerede Hood Atlanta. Sherman overskar Hoods forsyningslinje, men det lykkedes ham ikke at ødelægge Hardees styrke. Men Sherman kunne indtage Atlanta den følgende dag – den 2. september 1864. 
Den berømte scene i filmen Borte med blæsten fra 1939 viser storbranden som brød ud i Atlanta da Hood ødelagde militære forsyninger og installationer mens han evakuerede byen. 